# Выборы в Верховный Совет Молдавской ССР (1990)
Выборы в Верховный Совет Молдавской ССР прошли в феврале и марте 1990 года. По итогам выборов было избрано 380 депутатов Верховного Совета. Это были первые частично свободные выборы в Молдавии с момента её присоединения к СССР: единственной партией, которой разрешалось в них участвовать, была Коммунистическая партия Молдавии (КПМ) — местная организация КПСС, однако кандидаты от оппозиции были допущены к выборам в качестве независимых. Убедительную победу на выборах одержал Народный фронт Молдовы: поддерживаемые им независимые кандидаты заняли около 27 % мест в Верховном Совете. Вместе с умеренными членами КПМ, в основном из сельских районов, они сформировали парламентское большинство.

## Результаты

Фракции Верховного совета Молдавской ССР XII созыва :
Коммунистическая партия Молдавии (177)
беспартийные (102)
Народный фронт Молдовы (101)

Все 380 депутатов были избраны в одномандатных избирательных округах. Первое заседание парламента состоялось 17 апреля 1990 года.

## Последствия
Вскоре после выборов депутаты от Гагаузии и Приднестровья вышли из состава Верховного Совета в знак протеста против прорумынской политики Народного фронта, а также против инициированного последним перевода молдавского языка на латиницу. В результате этого Народный фронт получил абсолютное большинство в парламенте: один из лидеров фронта Мирча Друк сформировал новое правительство, которое взяло курс на присоединение Молдавии к Румынии.
5 июня 1990 года Верховный Совет переименовал Молдавскую ССР в «ССР Молдова», а 23 июня принял Декларацию о суверенитете ССР Молдова. Впоследствии из Конституции республики были удалены упоминания социализма и советской власти. 23 мая 1991 года Верховный Совет утвердил новое название страны — «Республика Молдова» в тот же день он был преобразован в Парламент Республики Молдова. 27 августа того же года Парламентом была принята Декларация о независимости от Советского Союза. Следующий созыв Парламента был избран на выборах 1994 года.